# Milorad Peković
Milorad Peković (Nikšić, Montenegro, 5 de agosto de 1977), exfutbolista y entrenador montenegrino. Jugaba de volante y su último equipo fue el Eintracht Trier de Alemania. Actualmente se desempeña como entrenador del Dečić de la Primera División de Montenegro.

## Selección nacional
Es internacional con la Selección de fútbol de Montenegro, con la que ha jugado 34 partidos internacionales.

## Clubes
| Club                 | País     | Año       |
| -------------------- | -------- | --------- |
| OFK Belgrado         | Serbia   | 1994-1999 |
| Partizan de Belgrado | Serbia   | 1999-2001 |
| OFK Belgrado         | Serbia   | 2001-2002 |
| Eintracht Trier      | Alemania | 2002-2005 |
| Maguncia 05          | Alemania | 2005-2010 |
| Greuther Fürth       | Alemania | 2010-2013 |
| Hansa Rostock        | Alemania | 2013-2014 |
| Eintracht Trier      | Alemania | 2014-2015 |